# WPIX
WPIX (também conhecida como PIX 11 ou The CW PIX 11) é uma emissora de televisão estadunidense com sede em Nova York, no estado homônimo. Opera no canal 11 VHF digital, e é afiliada da rede The CW. Pertence a Mission Broadcasting, e é administrada pela Nexstar Media Group, por meio de um acordo de gerenciamento local. Seus estúdios estão localizados no Daily News Building, East 42nd Street (também conhecido como "11 WPIX Plaza"), em Midtown Manhattan, e o transmissor está localizado no topo do Empire State Building.

## História

### Como uma emissora independente (1948–1995)

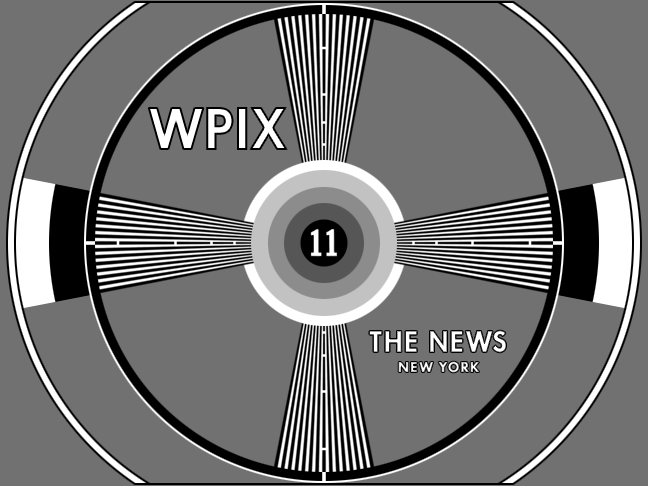
Um dos primeiros padrões de teste da WPIX em 1948, usado até 1976.

A emissora entrou no ar pela primeira vez no ar em 15 de junho de 1948. Foi a quinta emissora de televisão a entrar no ar na cidade de Nova York e a segunda emissora independente do mercado. Foi também a segunda de três emissoras a serem lançadas no mercado de Nova York em 1948, estreando um mês após a WATV de Newark, New Jersey (canal 13, agora WNET) e dois meses antes da WJZ-TV (canal 7, agora WABC-TV). As letras do prefixo da WPIX vêm do slogan do jornal que fundou a emissora, o New York Daily News, cujo slogan era "New York's Picture Newspaper". A matriz corporativa parcial do Daily News era a Tribune Company, com sede em Chicago, editora do Chicago Tribune.

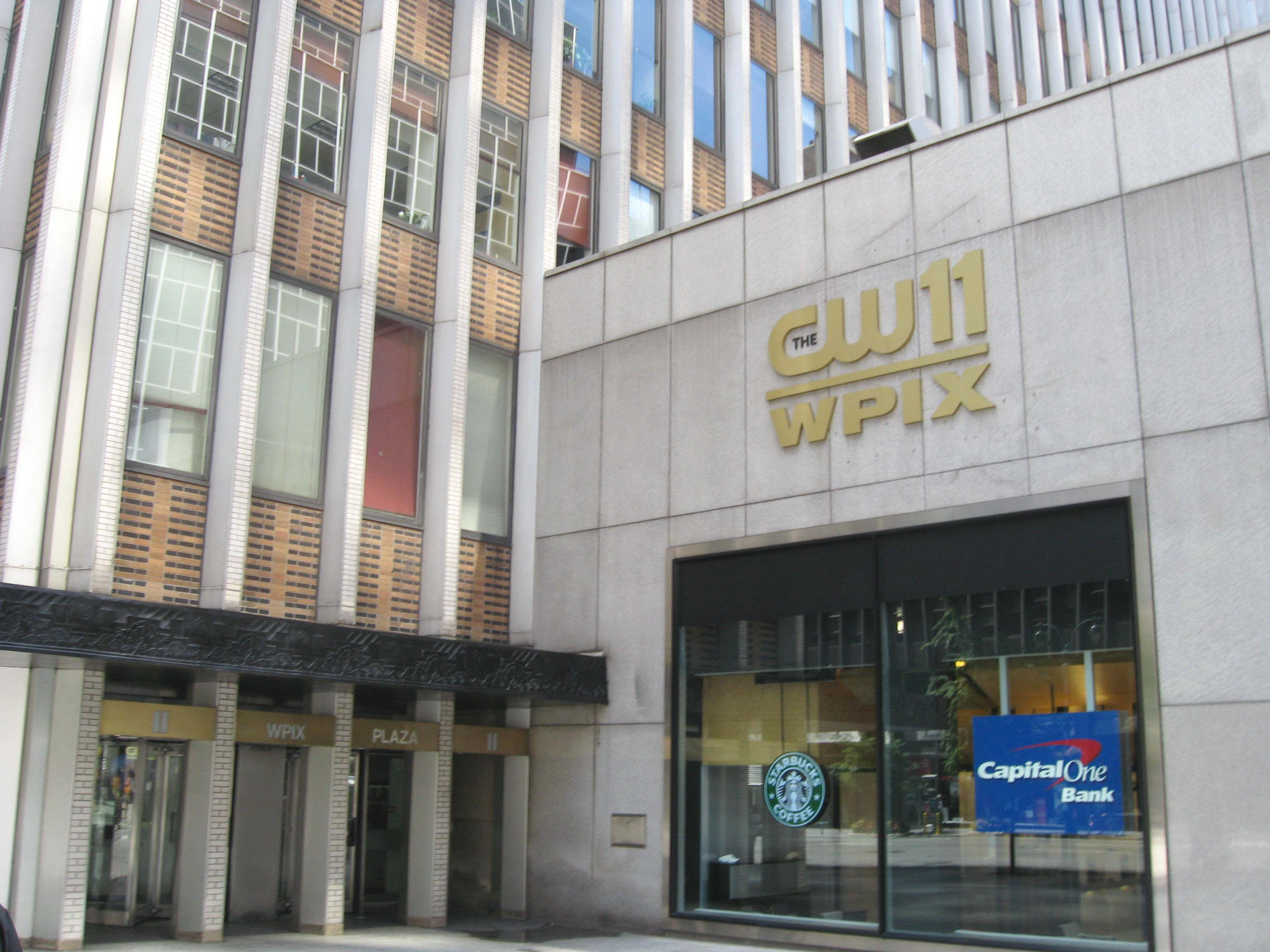
A WPIX Plaza, na esquina sudoeste da 2nd Avenue e 42nd Street.

Até se tornar propriedade total da Tribune em 1991, a WPIX operava separadamente das outras emissoras de televisão e rádio da empresa (incluindo a WGN-TV em Chicago, que entrou no ar dois meses antes da WPIX, em abril de 1948) por meio do detentor da licença de propriedade, a WPIX Incorporated. O empresário britânico Robert Maxwell comprou o Daily News em 1991. A Tribune reteve a WPIX e a WQCD, emissora de rádio que foi vendida para a Emmis Communications em 1997 (atualmente WFAN-FM). A WPIX inicialmente apresentava programação que era padrão entre as independentes: programas infantis, filmes, reprises de programas de rede, programas de relações públicas, programas religiosos, e esportes, especificamente, o New York Yankees, cujos jogos de beisebol foram transmitidos pela WPIX de 1951 a 1998.
Para gerações de crianças de Nova York, a emissora foi o lar de personalidades memoráveis. Em 1955, o primeiro funcionário da WPIX e meteorologista Joe Bolton, vestiu um uniforme de policial e se tornou o "Oficial Joe", apresentando vários programas baseados em Little Rascals, Three Stooges, e posteriormente, shorts do Popeye. Outra personalidade inicial da emissora, Jack McCarthy, também apresentou desenhos animados de Popeye e Dick Tracy como "Capitão Jack" no início dos anos 60. A WPIX também produziu uma versão local de Bozo the Clown (com Bill Britten no papel) de 1959 a 1964. Os artistas cômicos Chuck McCann e Allen Swift também apresentaram programas na emissora durante a metade dos anos 60, antes de cada um deles se mudar para outro trabalho de entretenimento em Hollywood. A cantora de jazz Joya Sherrill apresentou um programa infantil durante a semana, Time for Joya (mais tarde conhecido como Joya's Fun School). A emissora também produziu a série Magic Garden, exibida na emissora de 1972 a 1984. Começando no final dos anos 70 e continuando até 1982, a emissora exibiu o TV PIXX, um programa sobre videogames exibido durante os intervalos comerciais dos programas da tarde. As crianças ligavam para a emissora para ter a chance de controlar um videogame por telefone e ganhar prêmios.
De seus primeiros anos até a década de 60, a WPIX, como as outras duas grandes emissoras independentes em Nova York, WOR-TV (canal 9, agora WWOR-TV) e WNEW-TV (canal 5, agora WNYW), lutou para conseguir outro formato de programação. Em 1966, a emissora estreou The Yule Log, que combinava músicas de Natal com um loop de imagens de uma lenha queimando dentro de uma lareira. Sendo exibido na véspera de Natal inicialmente até 1989, o filme foi feito em 1966 e foi gravado na Mansão Gracie, com a cooperação do então prefeito John V. Lindsay. A WPIX reviveu o Yule Log devido à demanda dos telespectadores em 2001, o que provou que o programa era muito popular. Várias outras redes de televisão da Tribune (como a WGN America e a Antenna TV) também exibem a versão da WPIX completa com sua trilha sonora de áudio, na manhã de Natal desde o final dos anos 2000, e também é transmitida online no site da emissora. Desde 1977, a emissora trasnsmite ao vivo a Missa da Meia-Noite da Catedral de São Patrício em todas as vésperas de Natal.

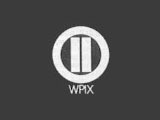
Logotipo da WPIX, usado de 1969 a 1976 e de 1984 a 1995.

Em meados da década de 70, a WPIX emergiu como a segunda emissora independente com melhor audiência na área, atrás da WNEW-TV. A emissora passou a utilizar a nomenclatura "11 Alive" em setembro de 1976 (o slogan "Alive" foi popularizado por emissoras como a WXIA-TV de Atlanta, que se denomina como "11 Alive" desde então).
Em 1978, a WPIX foi conectada ao satélite e se tornou uma superestação distribuída para provedores de cabo em todos os Estados Unidos (muitos provedores distribuiram a WPIX até o início de 1990, quando a maioria dos sistemas fora do nordeste dos Estados Unidos começaram a substituir a WPIX pelo sinal de superestação da WGN-TV). Dois anos depois, a emissora começou a operar 24 horas por dia. Durante o final dos anos 80, a WPIX caiu para o sexto lugar na classificação entre as emissoras VHF de Nova York, atrás da WNYW (que agora era propriedade da Fox) e da WWOR-TV. Depois que Leavitt Pope deixou o cargo de gerente geral, Michael Eigner foi transferido da emissora irmã KTLA de Los Angeles para se tornar gerente geral da WPIX em agosto de 1989. Nos anos seguintes, a emissora projetou uma lenta recuperação, se tornando a emissora independente líder no mercado. 
Em 1994, a WPIX tornou-se a emissora oficial da Maratona de Nova York, exibindo o evento por cinco anos. 
Em meados de janeiro de 1994, a emissora começou a transmitir o bloco de programação sindicado Action Pack. A WPIX obteve as maiores audiências de todas as emissoras que exibem o programa. 

### Afiliação com a WB (1995–2006)
Em 2 de novembro de 1993, a divisão Warner Bros. Television da Time Warner e da Tribune Company anunciou a formação da The WB Television Network. Devido à participação da empresa na rede (inicialmente uma participação de 12,5%), a Tribune colocou a maioria de suas emissoras independentes para servir como afiliadas pioneiras da WB, incluindo a WPIX, que se tornou uma afiliada da rede em sua estreia em 11 de janeiro de 1995. 
A emissora passou a usar a nomenclatura "The WB, Channel 11", até que foi simplificada para "The WB 11" em 1997, e posteriormente para "WB 11" em 2000. Inicialmente, a programação da WPIX permaneceu inalterada, já que a WB transmitia apenas programas no horário nobre nas noites de quarta-feira em seu lançamento. Como com outras emissoras afiliadas à WB durante os primeiros quatro anos da rede, a WPIX exibiu filmes de longa-metragem e algumas séries antes do telejornal das 22h nas noites em que a WB não tinha programação de rede. A WB e os programas diurnos sindicados (como Maury e Jerry Springer) tornaram-se mais proeminentes na programação da emissora a partir de 1996, às custas da maior parte de sua programação local fora do jornalismo. Em setembro de 1999, quando a WB completou sua expansão do horário nobre e começou a exibir sua programação de domingo a sexta à noite, os filmes eram limitados às noites de sábado e fins de semana à tarde.
Em 11 de setembro de 2001, os equipamentos de transmissão da WPIX e várias outras emissoras de rádio e televisão da área de Nova York foram destruídos quando dois aviões sequestrados colidiram com o World Trade Center. Ambas as torres principais do complexo desabaram devido aos incêndios causados pelo impacto. O engenheiro chefe da emissora, Steve Jacobson, estava entre os que morreram no ataque terrorista. O feed de satélite da WPIX congelou no último quadro de vídeo recebido do mastro do WTC, uma imagem da Torre Norte queimando e o início do impacto da Torre Sul. A imagem permaneceu na tela por grande parte do dia até que a emissora conseguiu instalar equipamentos de transmissão alternativos. A WPIX também transmitiu por meio da repetidora W64AA nesse ínterim. Desde então, a WPIX transmite seu sinal do Empire State Building. A cobertura da emissora sobre o ataque terrorista de 11 de setembro de 2001 foi notável porque o helicóptero da WPIX foi o último a pousar, seguindo uma diretriz da FAA que fez com que todas as aeronaves fossem obrigadas a aterrisar. A WPIX recebeu permissão especial para continuar exibindo imagens aéreas de seu helicóptero após o colapso do World Trade Center, embora essa permissão não estivesse condicionada à distribuição da filmagem pela WPIX em pool com outras emissoras. As imagens do helicóptero do WPIX foram uma das muitas usadas pelo NIST em sua investigação sobre o colapso do complexo do World Trade Center. 

### Afiliação com a CW (2006-presente)

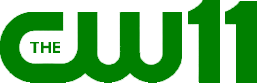
Logotipo da WPIX, usado de 18 de setembro de 2006 a 30 de novembro de 2008.

Em 24 de janeiro de 2006, a Warner Bros. Entertainment e a CBS Corporation anunciou que as duas empresas fechariam a WB e a UPN e, em seu lugar, combinariam a programação das duas redes para criar uma quinta nova rede chamada The CW. Como parte do anúncio, a Tribune assinou acordos de afiliação de dez anos com a rede para 16 de suas 19 emissoras afiliadas a WB, incluindo a WPIX. A Tribune optou por não exercer uma participação acionária na CW, tornando a WPIX a maior afiliada da CW que não é de propriedade da CBS Corporation (agora ViacomCBS) ou da Time Warner (agora WarnerMedia) e a maior emissora afiliada de uma rede em inglês que não é uma emissora própria de sua respectiva rede, além de ser a única grande emissora de televisão da cidade de Nova York que não é de propriedade de nenhuma rede.
A WPIX começou a transição de sua nomenclatura para "CW 11" durante o verão de 2006. Antes do início do telejornal das 22h em 17 de setembro de 2006 (que foi ao ar após a última noite de programação da WB e na noite anterior ao lançamento oficial da CW), logo após a exibição da vinheta de encerramento da WB com estrelas dos programas da rede, a emissora transmitiu um vídeo de seus logotipos anteriores, começando com um padrão de teste de 1948 e concluindo com o lançamento oficial do novo logotipo "CW11".
Em 2 de abril de 2007, o investidor Sam Zell anunciou planos de comprar a Tribune Company. O negócio foi concluído em 20 de dezembro de 2007. A nomenclatura da emissora foi alterada para "PIX 11" em 1 de dezembro de 2008.
Em 17 de agosto de 2012, a Cablevision removeu a emissora de seus sistemas da área de Nova York, por conta de uma disputa de distribuição com a Tribune, na qual as emissoras irmãs de Hartford, Filadélfia e Denver também foram removidas dos sistemas da Cablevision nesses mercados. A operadora acusou a Tribune de exigir taxas de distribuição mais altas (alegando totalizar dezenas de milhões de dólares) para ajudar a saldar dívidas e alegou que fechou ilegalmente acordos de distribuição de sinal para a WPIX e a WTIC-TV de Hartford. A empresa negou as alegações, afirmando que sua abordagem estava em conformidade com os regulamentos da FCC. As emissoras e a WGN America voltaram em um acordo alcançado em 26 de outubro, após um apelo da senadora do estado de Connecticut, Gayle Slossberg para que a FCC interviesse na disputa.
Em 23 de maio de 2016, a Tribune Broadcasting e a The CW chegaram a um acordo de afiliação de cinco anos que renovou as afiliações da rede com doze emissoras da Tribune afiliadas a CW (incluindo a WPIX) durante 2020–21. O acordo veio após um desentendimento de um ano entre o sócio-gerente da CW e da CBS Corporation e a Tribune sobre os termos financeiros, especificamente o valor de compensação que a CW havia solicitado das afiliadas da rede.

### Venda cancelada para a Sinclair; venda para Nexstar e revenda para Scripps
Em 8 de maio de 2017, a Sinclair Broadcast Group anunciou que iria adquirir a Tribune Media por $ 3,9 bilhões, mais a assunção de $ 2,7 bilhões em dívidas detidas pela Tribune. A fim de cumprir as restrições de propriedade da FCC, Sinclair então venderia WPIX e a emissora irmã WGN-TV em Chicago a um terceiro a ser determinado posteriormente. Em 28 de fevereiro de 2018, a Sinclair entrou com um pedido de venda da emissora para a Cunningham Broadcasting por um preço abaixo do valor de mercado de US $ 15 milhões. A venda da WPIX para a Cunningham foi retirada em 24 de abril de 2018, com Sinclair optando por comprar a emissora de uma vez.
Em 18 de julho de 2018, horas depois da Sinclair apresentar uma revisão da proposta de aquisição que também abandonou os planos para a WGN-TV e as irmãs afiliadas da CW, KDAF em Dallas – Fort Worth e KIAH em Houston, para serem vendidas para a Cunningham e outra terceira, a fim de abordar as preocupações expressas pelo presidente da FCC, Ajit Pai, em relação aos licenciados parceiros que a Sinclair propôs usar para permitir a operação de certas emissoras da Tribune, contornando o limite de propriedade nacional de 39%. O Conselho de Comissários da FCC votou por unanimidade, 4-0, para enviar a proposta de aquisição da Sinclair-Tribune para uma audiência de revisão de provas perante um juiz de direito administrativo em meio a "sérias preocupações" sobre a franqueza de Sinclair em seus pedidos de venda de certas emissoras em mercados onde a Sinclair e a Tribune tinham propriedades televisivas. Em 9 de agosto de 2018, a Tribune anunciou que encerraria o negócio com a Sinclair e, ao mesmo tempo, entrou com uma ação de quebra de contrato no Tribunal da Chancelaria de Delaware, alegando que a Sinclair estava envolvido em negociações prolongadas com a FCC e o DOJ sobre questões regulatórias, recusando-se a vender emissoras em mercados onde já tinha propriedades e propôs desinvestimentos para partes com laços com o presidente executivo da Sinclair, David D. Smith, que foram rejeitados ou altamente sujeitos à rejeição para manter o controle sobre as emissoras que era necessário vender.
Em 3 de dezembro de 2018, a Nexstar Media Group anunciou que iria adquirir os ativos da Tribune por $ 6,4 bilhões em dinheiro e dívidas. O acordo marcaria a primeira mudança de propriedade da WPIX desde sua fundação. Em 20 de março de 2019, como parte da venda de 19 emissoras da Nexstar e Tribune para a Tegna Inc. e EW Scripps Company em negócios separados no valor de $ 1,32 bilhões, a Nexstar anunciou que venderia a emissora para a Scripps por $ 75 milhões. Um possível motivo para a venda pode ter sido o fato de a emissora operar em uma atribuição de canal digital VHF, o que, dado que o mercado de Nova York responde por 6,44% dos lares de televisão dos EUA de acordo com as tabulações de mercado da Nielsen, colocaria a Nexstar no lugar do limite de propriedade nacional de 39%, já que a WPIX não pode ser contada para 50% de seu alcance total. Por causa disso, após o fechamento da fusão Nexstar-Tribune e vendas associadas ao negócio, a WPIX se tornou a maior emissora da Scripps em tamanho de mercado (substituindo a WFTS-TV, afiliada da ABC em Tampa-São Petersburgo) enquanto sua emissora irmã de Los Angeles, KTLA, tornou-se a maior emissora da Nexstar. Sob os termos do acordo, a Scripps forneceu à Nexstar uma opção de recomprar a WPIX entre 31 de março de 2020 e 31 de dezembro de 2021. A venda, que foi aprovada pela FCC em 16 de setembro, foi concluída em 19 de setembro.

### Venda para Mission Broadcasting
Em 13 de julho de 2020, a Nexstar anunciou que havia transferido sua opção de compra da WPIX para a empresa parceira, Mission Broadcasting, e que a Mission exerceu a opção de comprar a emissora por $ 75 milhões, mais juros acumulados. Logo após a Mission anunciar que iria adquirir a WPIX, a Scripps anunciou que iria adquirir a Ion Media, a proprietária da emissora de televisão própria da Ion Television, WPXN-TV (canal 31). A venda foi aprovada pela FCC em 1 de dezembro, e concluída em 30 de dezembro, reunindo efetivamente a emissora com a maioria das antigas emissoras da Tribune compradas diretamente pela Nexstar.

## Sinal digital
| PSIP | Canal digital | Resolução de vídeo | Programação                            |
| ---- | ------------- | ------------------ | -------------------------------------- |
| 11.1 | 11 VHF        | 1080i              | Programação principal da WPIX / The CW |
| 11.2 | 11 VHF        | 480i               | Antenna TV                             |
| 11.3 | 11 VHF        | 480i Widescreen    | Court TV                               |
| 11.4 | 11 VHF        | 480i Widescreen    | TBD                                    |

Em 1° de janeiro de 2011, a Tribune lançou sua nova rede de subcanais digital, a Antenna TV, a qual a WPIX se afiliou por meio de um novo quarto subcanal digital. Em maio de 2012, a WPIX mudou a Antenna TV para o subcanal digital 11.2, enquanto o canal digital 11.4 foi removido (a Estrella TV, que era transmitida em 11.2 na época, agora é afiliada à estação de baixa potência de Port Jervis WASA-LD, que é propriedade de a empresa-mãe da rede, Liberman Broadcasting). O 11.4 voltou ao ar em 2018 como afiliado da TBD.

### Conversão analógico para digital
Com base no decreto federal de transição das emissoras de TV estadunidenses do sinal analógico para o digital, a WPIX descontinuou a programação regular em seu sinal analógico, no canal 11 VHF, às 12h30 de 12 de junho de 2009. O sinal digital da emisssora mudou de seu canal 33 UHF para o canal 11 VHF.

## Programas
Além de transmitir a programação nacional da CW, a emissora também exibe os seguintes programas locais:
- PIX11 Morning News at 4:30am: Telejornal, com John Muller e Vanessa Freeman;
- PIX11 Morning News at 5am: Telejornal, com John Muller e Vanessa Freeman;
- PIX11 Morning News at 6am: Telejornal, com John Muller e Vanessa Freeman;
- PIX11 Morning News at 7am: Telejornal, com Betty Nguyen e Dan Mnnarino;
- PIX11 Morning News at 9am: Telejornal, com Betty Nguyen e Dan Mnnarino;
- PIX11 Morning News at 10am: Telejornal, com Betty Nguyen e Dan Mnnarino;
- PIX11 News at 5: Telejornal, com Kori Chambers e Tamsen Fadal;
- PIX11 News at 6: Telejornal, com Kori Chambers e Tamsen Fadal;
- PIX11 News at Ten: Telejornal, com Kori Chambers e Tamsen Fadal;

Outros programas compuseram a grade da emissora, e foram descontinuados:
- Action News
- Action News Metropolitan Report
- Channel 11 News at Ten
- City Hall
- CW11 Morning News
- CW11 News at Ten
- Eight O'Clock Movie
- From the Editor's Desk
- Joya's Fun Scho
- lNN: The Independent News Network
- Magic Garden
- Monday Movie Special
- New York Tonight
- PIX11 Sports Desk
- PIX Morning News
- PIX News at 6:30
- PIX News Closeup
- PIX News at Ten
- Sunday Morning Movie
- Sunday Movie Special
- TelePIX
- The Open Mind
- The Yule Log
- Three Star News
- TV PIXX
- USA Today
- Wall Street Journal Report
- WB11 Norning News
- WB11 News at Ten

### Programas de relações públicas e eventos especiais
A WPIX era uma emissora líder em relações públicas e programação de eventos especiais. No início, a emissora exibiu o primeiro programa detalhado para examinar o governo da cidade de Nova York, City Hall. A personalidade de programas infantis da WPIX, Jack McCarthy, ancorou a cobertura da emissora do desfile anual do Dia de São Patrício. A emissora posteriormente adicionou o Dia de Colombo e o Desfile do Dia Nacional de Porto Rico ao seu estábulo. Mais tarde, a emissora produziu Essence, uma série inspirada na revista Essence e apresentada pela editora-chefe da publicação, Susan L. Taylor. A emissora também exibiu anteriormente o evento de fogos de artifício de 4 de julho da Macy's. Junto com a Maratona da Cidade de Nova York, esses eventos foram transferidos para a WNBC (canal 4) depois que a estação se juntou a WB. Desde 2000, o evento de fogos de artifício da Macy's é transmitido nacionalmente pela NBC, enquanto a WABC-TV (localmente) e a ESPN2 (nacionalmente fora da área de Nova York) transmitem a Maratona.
O apresentador do Editor's Desk, Richard D. Heffner, foi o apresentador de The Open Mind, que foi produzido pela WPIX (e simultaneamente foi ao ar em estações membros da PBS), antes de se mudar para outros estúdios de Nova York. Desde 1992, a WPIX produziu o PIX News Closeup (apresentado pelo correspondente sênior da WPIX, Marvin Scott desde sua estreia), um programa de relações públicas e entrevistas de meia hora nas manhãs de domingo que enfoca questões nacionais e internacionais nas notícias, e discussões sobre questões políticas .

### Programação esportiva
A WPIX atuou por muito tempo como a emissora oficial do New York Yankees de 1951 a 1998. Mel Allen serviu como o principal locutor das transmissões, Red Barber de 1965 a 1966, Phil Rizzuto de 1967 a 1996 e Bobby Murcer de 1997 a 1998. Com seu bordão "Holy Cow!", Rizzuto se tornou muito popular, especialmente durante os anos 1970.
A WPIX também exibiu os jogos dos New York Giants da Major League Baseball, os New York Football Giants e os New York Jets, wrestling profissional de 1984 a 1991 de várias empresas, como Pro Wrestling USA, AWA All Star Wrestling, UWF, NWA / WCW Worldwide e Pro, GLOW e brevemente WWF (agora WWE) do final de 1998 ao início de 1999, New York Rangers da NHL, New York Arrows, do MISL e basquete universitário local. No entanto, foi através de sua cobertura do beisebol dos Yankees que a WPIX ganhou mais visibilidade.
A emissora perdeu os direitos de transmissão dos Yankees para a WNYW em 1998. Em 1999, a WPIX adquiriu os direitos dos jogos do New York Mets, que até então haviam passado toda a sua história sendo transmitidos (desde 1962) pela WWOR-TV.
Em 2015, o Yankees voltou a WPIX após 17 anos, tendo adquirido o pacote de transmissões de TV aberta dos Yankees da YES Network, substituindo a WWOR-TV.
Desde 2013, a WPIX tem transmitido simultaneamente algumas transmissões do Monday Night Football da ESPN envolvendo os Giants ou Jets, por acordo com a WABC-TV, o principal detentor dos direitos locais para as transmissões simultâneas em TV aberta. A WPIX também veiculou transmissões da Thursday Night Football, da NFL Network,  envolvendo os Giants ou Jets (principalmente antes da decisão da NFL de transmitir simultaneamente a maioria dos jogos de quinta à noite na CBS, NBC ou Fox).
Em março de 2017, foi anunciado que a WPIX iria transmitir jogos de futebol selecionados do New York Cosmos, começando na temporada de 2017.

### Jornalismo
A WPIX atualmente transmite 49 horas de jornalismo produzido localmente a cada semana (com 9 horas a cada dia de segunda a sexta e duas horas aos sábados e domingos).
Como a maioria das emissoras fazia no final dos anos 40 e no início dos anos 50, a WPIX transmitiu cobertura filmada de eventos noticiosos. O primeiro telejornal da emissora, TelePIX Newsreel, foi o primeiro na cidade de Nova York a ter imagens em todas as coberturas. De 1948 a 1965, a WPIX produziu o Three Star News, um telejornal exibido às 18h30 que empregou um formato de três âncoras, com Kevin Kennedy nas notícias mundiais e nacionais, John Tillman com as notícias locais e Joe Bolton com meteorologista. Bolton foi posteriormente designado para apresentar a programação infantil e foi substituído por Gloria Okon.
A WPIX também produziu muitos documentários durante os anos 50 e início dos anos 60 por meio de seu braço de produção WPIX International. Entre suas produções estavam The Secret Life of Adolf Hitler; Cuba, Castro and Communism; e um sobre Eva Perón, The Most Powerful Woman of the Century. Os esforços da emissora chamaram a atenção pela primeira vez quando a emissora cobriu a colisão e naufrágio do transatlântico SS Andrea Doria com destino a Nova York na costa de Nantucket em 1956. De 1977 a 1984, a WPIX usou o título e o formato Action News para seus telejornais locais.
A WPIX também produziu o Independent News Network, um telejornal nacional que foi distribuído para emissoras independentes de junho de 1980 a junho de 1990. O programa apresentava a mesma equipe que os telejornais da emissora e era transmitido do mesmo estúdio de jornalismo, com logotipos do telejornal cobrindo o logotipo da emissora. Como parte de uma expansão do INN ao meio-dia, a partir de 1981, a WPIX também lançou um telejornal às 12h30. Durante a década, WPIX também produziu dois outros programas sindicados para emissoras que transmitiam o INN: o Wall Street Journal Report, voltado para negócios; e From the Editor's Desk, um programa de discussão de notícias de domingo apresentado por Richard D. Heffner, apresentador do programa de relações públicas de longa data, The Open Mind.

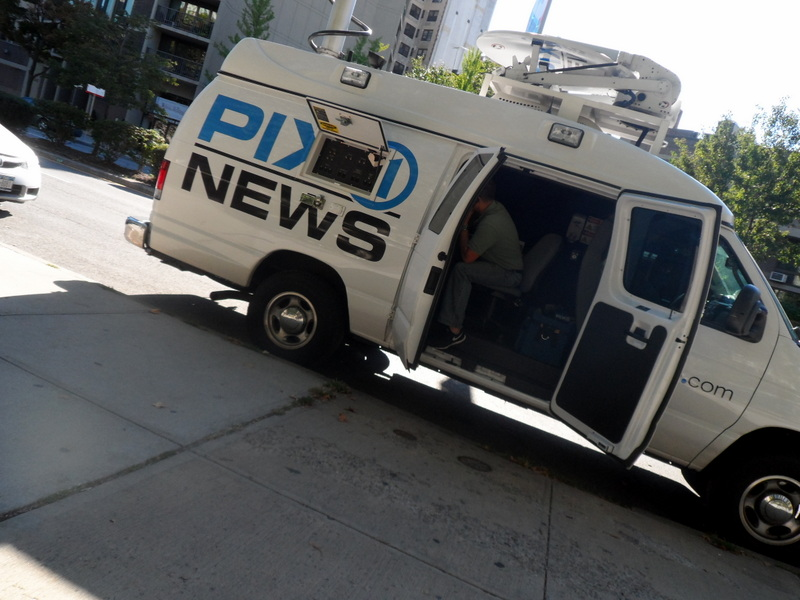
Uma van de jornalismo da WPIX no Brooklyn

Ao longo dos anos, a emissora ganhou muitos prêmios de notícias. E foi a primeira estação independente a ganhar um prêmio Emmy da área de Nova York em jornalismo, ganhando a estatueta pela primeira vez em 1979 e novamente em 1983.
A WPIX também fazia muitos editoriais que eram apresentados por Richard N. Hughes, vice-presidente de jornalismo de 1969 a 1995. Seus editoriais terminavam com o slogan "Qual é a sua opinião? Gostaríamos de conhecer". Periodicamente, ele lia trechos de cartas de telespectadores em resposta aos editoriais, invariavelmente fechando cada trecho dizendo: "E assim termina essa citação." Em 1984, a emissora renomeou seus programas de jornalismo locais e os sindicados. Em 1986, o INN foi renomeado para USA Tonight e ia ao ar às 22h, enquanto às o telejornal das 19h30 manteve o título de Independent News Network, e o telejornal local das 22:30 foi renomeado para New York Tonight. Quando o INN foi cancelado, a WPIX concentrou seus esforços no telejornal das 22h.
Em 5 de junho de 2000, a WPIX lançou um telejornal matinal durante a semana, o WB11 Morning News (agora PIX 11 Morning News), que foi criado para competir com os programas matinais de outras emissoras, bem como seu concorrente mais direto, o Good Day New York, da WNYW.
Em 26 de abril de 2008, a WPIX se tornou a quarta emissora de televisão na cidade de Nova York a começar a transmitir seus telejornais locais em alta definição. A emissora relançou um telejornal de meia hora às 18h30 em 14 de setembro de 2009, que passou todas as noites até ser substituído por reprises sindicadas em 27 de junho de 2010. Três meses depois, em 11 de setembro, a emissora lançou um telejornal às 18h de sábado e domingo. Em 20 de setembro de 2010, a WPIX expandiu seu telejornal da manhã de segunda a sexta para cinco horas, com o acréscimo de uma hora às 4 da manhã. 
Em 11 de outubro de 2010, o recém-nomeado diretor de jornalismo, Bill Carey, instituiu polêmicas mudanças de formato para os telejornais em uma tentativa de aumentar a audiência da estação. Carey tornou os noticiários mais chamativos do que antes. Kaity Tong e Jim Watkins foram substituídos como âncoras dos telejornais de segunda à sexta às 22h por Jodi Applegate. A primeira semana do telejornalismo reformulado não foi bem recebida pela maioria dos telespectadores ou críticos, com a emissora recebendo inúmeras reclamações por meio de telefonemas, e-mails e comentários no Facebook, bem como uma crítica contundente no Daily News. Uma página no Facebook foi criada pedindo o retorno de Tong e Watkins ao telejornal das 22h. O departamento de esportes da WPIX foi fechado em março de 2011, com os segmentos de esportes sendo reduzidos a um quadro de dois minutos apresentado pelos apresentadores de jornalismo da emissora. Em setembro de 2011, a emissora dispensou Watkins de suas funções como âncora de fim de semana, substituindo-o por Tong (que agora é âncora solo nos telejornais das 17h e 22h aos sábados e domingos). No final de 2011, as avaliações do telejornal da emissora cairam para o último lugar. Carey, que deixou o cargo em 3 de outubro de 2012, foi substituído como diretor de jornalismo por Mark Effron em abril de 2013.
Em 12 de setembro de 2011, a WPIX reestreou um telejornal noturno à sua programação noturna com a estreia do telejornal das 17h, que era originalmente voltado para mulheres com idades entre 18 e 49 anos. Em 19 de dezembro de 2012, Jodi Applegate deixou a WPIX para se preparar para o nascimento de seu filho. A âncora matinal, Tamsen Fadal, foi mais tarde nomeada sua substituta. A emissora mais tarde restaurou um formato de dois apresentadores com a contratação do âncora esportivo da WNBC, Scott Stanford, como co-âncora de Fadal nos telejornais das 17h e das 22h em setembro de 2013. Em março de 2014, a WPIX contratou o repórter do consumidor Arnold Diaz, que foi demitido pela WNYW dois meses antes devido ao fechamento de sua unidade de investigação do consumidor, para chefiar uma nova unidade de investigação de quatro pessoas. Em 5 de abril de 2014, a WPIX mudou seu telejornal do início da noite do fim de semana para uma hora antes, das 18h às 17h.
Em 23 de abril de 2014, a emissora estreou um novo pacote gráfico no telejornal das 17 horas. Em 9 de junho, a emissora reduziu o telejornal da manhã para quatro horas (com as 4 horas da manhã substituídas por programas sindicados) para permitir à emissora "a flexibilidade de investir mais recursos nas horas-chave da manhã". Em 14 de julho de 2014, John Muller (que ingressou na WPIX em 1999 e atuou como âncora do telejornal matinal desde o seu lançamento até que partiu para a ABC News em 2011) voltou à emissora como co-âncora da noite. Scott Stanford foi transferido para liderar a apresentação esportiva (como parte de uma reforma gradual do departamento de esportes que incluiu o lançamento do programa PIX11 Sports Desk).
Durante a pesquisa de audiência de julho de 2014 e novamente durante a pesquisa de audiência de agosto de 2014, a WPIX venceu a WNYW e a WNBC, ganhando o 3º em audiência apenas atrás da WABC-TV e a WCBS-TV às 17h entre os adultos de 25–54 anos de idade (bem como em alguns outros grupos demográficos) pela primeira vez desde 2011. Foi o único telejornal do mercado a obter ganhos ano a ano em dados demográficos importantes. Os telejornais do WPIX também viram aumentos pela manhã e às 22h no grupo demográfico de 25-54 anos de idade.
Em 20 de abril de 2015, a WPIX estreou um telejornal às 18h nos dias de semana com os atuais âncoras noturnos John Muller e Tamsen Fadal. Em 8 de dezembro de 2015, a WPIX anunciou a contratação da ex-âncora da WWOR-TV, Brenda Blackmon, e a adição de um novo telejornal às 18h30, para rivalizar com os telejornais de rede nas outras emissoras principais. Kaity Tong e Blackmon começaram a apresentar o programa em 11 de janeiro de 2016. O telejornal foi cancelado em setembro de 2016.
Em 13 de abril de 2016, a WPIX fez um anúncio de mais alterações de apresentadores antes das pesquisas de maio. As mudanças incluiram Scott Stanford passando de âncora de esportes noturnos a âncora de notícias matinais com Sukanya Krishnan. Kori Chambers, anteriormente no programa matinal e nas noites de fim de semana, passou a co-âncora com Tamsen Fadal no telejornal das 17h do dia da semana e lidar com a cobertura política para a emissora. Andy Adler, que cuidava dos programas esportivos de fim de semana, se tornou o principal apresentador do esporte. Além disso, Kala Rama e Craig Treadway, que apresentavam nos fins de semana, passaram a apresentar a primeira parte do telejornal da manhã (das 5 às 6 da manhã).
Em maio de 2017, a WPIX mais uma vez renovou sua linha de âncoras. A emissora anunciou que a ex-âncora do CBS Morning News e Early Today, Betty Nguyen se tornaria parte da equipe do telejornal matinal junto com o retorno de Dan Mannarino, com Scott Stanford mais uma vez voltando a ser apresentador de esportes para os telejornais noturnos. Além disso, a WPIX anunciou que começaria a apresentar relatórios de tráfego de Tom Kaminski, da rádio WCBS, que faz relatórios do helicóptero da emissora de rádio. Quando ele faz reportagens para a emissora, o helicóptero é conhecido como "Air 11".
Em janeiro de 2020, a emissora expandiu seu telejornal matinal, tendo uma edição às 9h. Em 14 de setembro de 2020, a WPIX adicionou um noticiário de uma hora às 10h, tornando-se o único telejornal das 10h em Nova York. O telejornal agora vai das 4h30 às 11h.

## Equipe

### Membros atuais[70]

#### Apresentadores
- Dan Mannarino
- Betty Nguyen
- John Muller
- Vanessa Freeman
- Marissa Torres
- Tamsen Fadal
- Kori Chambers
- Kaity Tong
- Andy Adler

#### Meteorologistas
- Mr. G
- Byron Miranda
- Stacy-Ann Gooden

#### Repórteres
- Ojinika Obiekwe
- Ben Aaron
- Marysol Castro
- Cristian Benavides
- Jennifer Bisram
- Shirley Chan
- Narmeen Choudhury
- Kirstin Cole
- Katie Corrado
- Arnold Diaz
- Anthony DiLorenzo
- Jay Dow
- James Ford
- Ayana Harry
- Magee Hickey
- Rob Hoell
- Nicole Johnson
- Allison Kaden
- Greg Mocker
- Monica Morales
- Mary Murphy
- Jill Nicolini
- Kala Rama
- Andrew Ramos
- Henry Rosoff
- Marvin Scott
- Craig Treadway
- Joe Mauceri
- Justin Walters

### Membros antigos
- Jodi Applegate
- Brenda Blackmon
- Remy Blumenfeld
- Joe Bolton †
- Jack Cafferty
- Jason Carroll (hoje na CNN)
- Julie Chang (hoje na KTTV de Los Angeles)
- Linda Church
- Morton Dean
- Vince DeMentri
- Laurie Dhue
- Amber Lee Ettinger
- Emily Frances
- Shon Gables (hoje na WGCL-TV de Atlanta)
- Jerry Girard †
- Donna Hanover
- Pat Harper †
- Cathy Hobbs
- Richard N. Hughes †
- Jackie Hyland
- Bill Jorgensen
- Marvin Kitman
- Sukanya Krishnan
- Shari Lewis †
- Lynda Lopez (hoje na WCBS AM)
- Patricia Lopez
- Jeffrey Lyons
- Sal Marchiano
- Chuck McCann †
- Jack McCarthy †
- Myles Miller (hoje na WNBC)
- Kaitlin Monte (hoje na KRIV de Houston)
- Felonious Munk
- Melinda Murphy
- Shimon Prokupecz
- Sally Jessy Raphael
- Frances Rivera (hoje na NBC News e na MSNBC)
- Tim Ryan
- Toni Senecal] (hoje na WLNY-TV)
- Eric Shawn (hoje no Fox News Channel)
- Joya Sherrill †
- Scott Stanford
- David Susskind †
- Allen Swift †
- Peter Thorne
- Jim Watkins